# Синдром 49, XXXYY
Синдром 49, XXXYY — чрезвычайно редкая анеуплоидная половая хромосомная аномалия. Случается реже чем 1 из 1 000 000 случаев.
Представляет собой редкую аномалию числа Y и X -хромосом, характеризующуюся евнухоидным фенотипом с распределением жировой ткани по женскому типу и нормальным или высоким ростом. Из симптомов могут наблюдаться умственная отсталость от средней до тяжелой, характерные черты лица (например, выпуклый лоб, эпикантические складки, широкий носовой мостик, прогнатизм) гинекомастия, гипогонадизм, крипторхизм, пенис маленького размера и поведенческие аномалии (включая склонность к уединённому образу жизни, пассивность, но склонные к агрессивным вспышкам, аутизм). Также могут наблюдаться пороки развития скелета, такие как отсроченный возраст костей, клинодактилия, пороки развития локтя и медленное развитие моляров.